# Emberizoides
Emberizoides is een geslacht van zangvogels uit de familie Thraupidae (tangaren).

## Soorten
Het geslacht kent de volgende soorten:
- Emberizoides duidae  – Duidagrasgors
- Emberizoides herbicola  – Wigstaartgrasgors
- Emberizoides ypiranganus  – Kleine grasgors